# Giovanni I Zimisce
Giovanni I Zimisce (in greco Ιωάννης Α΄ Τζιμισκής?, Iōannēs I Tzimiskēs; Ierapoli, 924 circa – Costantinopoli, 10 gennaio 976) è stato un imperatore bizantino.
Fu basileus dei romei dall'11 dicembre 969 fino alla sua morte.

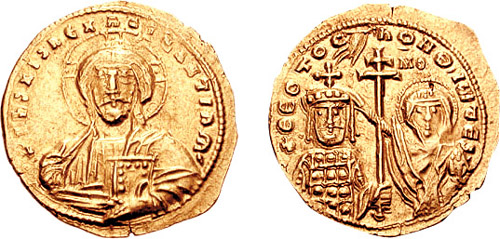
Histamenon di Giovanni I Zimisce. L'imperatore è raffigurato sul rovescio, affiancato dalla Vergine Maria.

## Biografia
Brillante generale sotto i regni di Costantino VII, Romano II e Niceforo II Foca, succedette a quest'ultimo dopo averlo assassinato, con la complicità dell'imperatrice Teofano, che era divenuta sua amante. Su pressione del patriarca Polieucte di Costantinopoli fu però costretto a mandare in esilio Teofano. Grazie a ciò, e grazie ad altre notevoli concessioni, ottenne infine l'appoggio del patriarca e poté essere incoronato imperatore. Quindi, per legittimare in qualche maniera la sua salita sul trono, decise di sposare la sorella di Romano II, Teodora.
Associò poi al trono come co-imperatori i due figli di Romano, Basilio II e Costantino VIII. Giovanni I fu un abile condottiero, che sconfisse i Bulgari e riconquistò la Siria, caduta in mano agli Arabi per l'ennesima volta. Assicurò inoltre la pace nell'Italia meridionale trattando con Ottone I, al cui figlio, Ottone II, dette in sposa una principessa bizantina, Teofano. La sua campagna contro Svjatoslav I di Kiev appartiene alle più splendide gesta della storia militare bizantina. Svjastolav era sceso in Bulgaria alla testa di un forte esercito e sembrava che i Bulgari stessero per allearsi con lui in una comune guerra contro Bisanzio.
Falliti gli sforzi per giungere a una sistemazione pacifica, nell'aprile del 971 Zimisce passò all'azione, muovendo contro la capitale bulgara Preslav ed espugnandola dopo una breve, furiosa battaglia. Da Preslav, Zimisce si diresse a marce forzate verso la città danubiana di Silistra (Durostorum), tra le cui mura Svjatoslav si era rifugiato. Silistra venne circondata e nello stesso tempo apparve sul Danubio la flotta bizantina con il terribile fuoco greco. I kieviti tentarono di resistere disperatamente, ma l'esercito bizantino respinse ogni loro tentativo di sortita.
Alla fine di luglio del 971, quando l'ultimo tentativo di rompere l'assedio era fallito e i kieviti erano stati ricacciati dentro le mura della città dopo una lotta di durezza senza precedenti, Svjatoslav si arrese a Zimisce, impegnandosi a sgombrare subito la Bulgaria e a non tornare mai più nei Balcani. La grande vittoria di Zimisce rappresentò per Bisanzio un doppio vantaggio: egli liberava l'impero da un avversario pericoloso, quale Svjatoslav aveva dimostrato di essere, e allo stesso tempo, poneva la Bulgaria sotto il dominio bizantino.
Nel 974 e 975 diresse due poderose spedizioni in Oriente contro i Fatimidi, che poco prima avevano stabilito il loro dominio in Egitto e stavano estendendo la loro potenza anche sul territorio dell'Asia anteriore. La spedizione del 975 ebbe il vero e proprio carattere di una crociata. A maggio di quell'anno gli si arrese Damasco e da lì Zimisce irruppe in Terra Santa, conquistando Tiberiade, Nazareth, Acri e infine Cesarea, la principale roccaforte degli Arabi. Non era ormai lontano da Gerusalemme, ma vide i pericoli che comportava un'ulteriore avanzata prematura e vi rinunciò.
Al ritorno a Costantinopoli dopo la trionfale campagna, cadde mortalmente malato. Pare si trattasse di tifo. Secondo altri fu avvelenato dal potente eunuco Basilio Lecapeno. Morì il 10 gennaio del 976. Il suo glorioso regno si concluse così inaspettatamente dopo soli sei anni.

## Galleria d'immagini

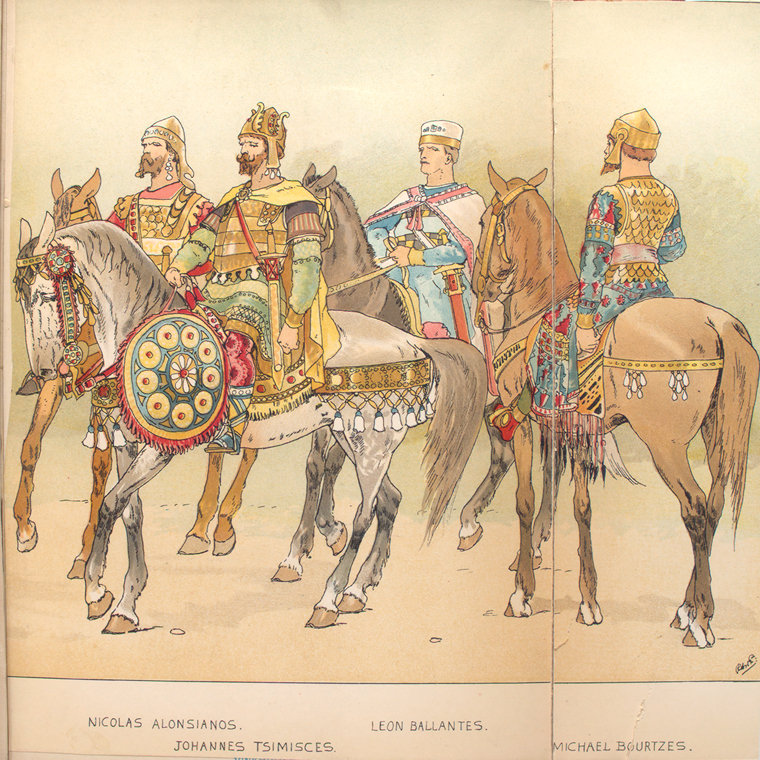
Giovanni Zimische con i generali Leo Ballantes, Michele Bourtze e Nicola Alosiano - Collezione Vinkhuijzen.
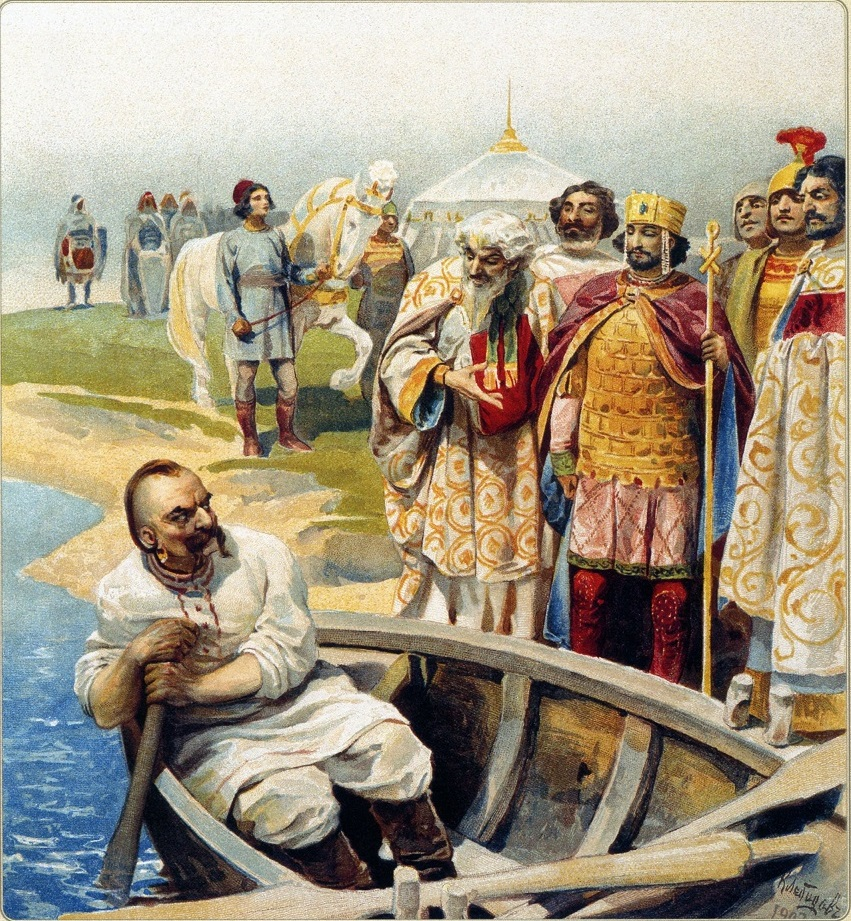
L'incontro di Sviatoslav con l'imperatore Giovanni I - Klavdiy Lebedev (1852-1916) dalla descrizione di Leone Diacono.
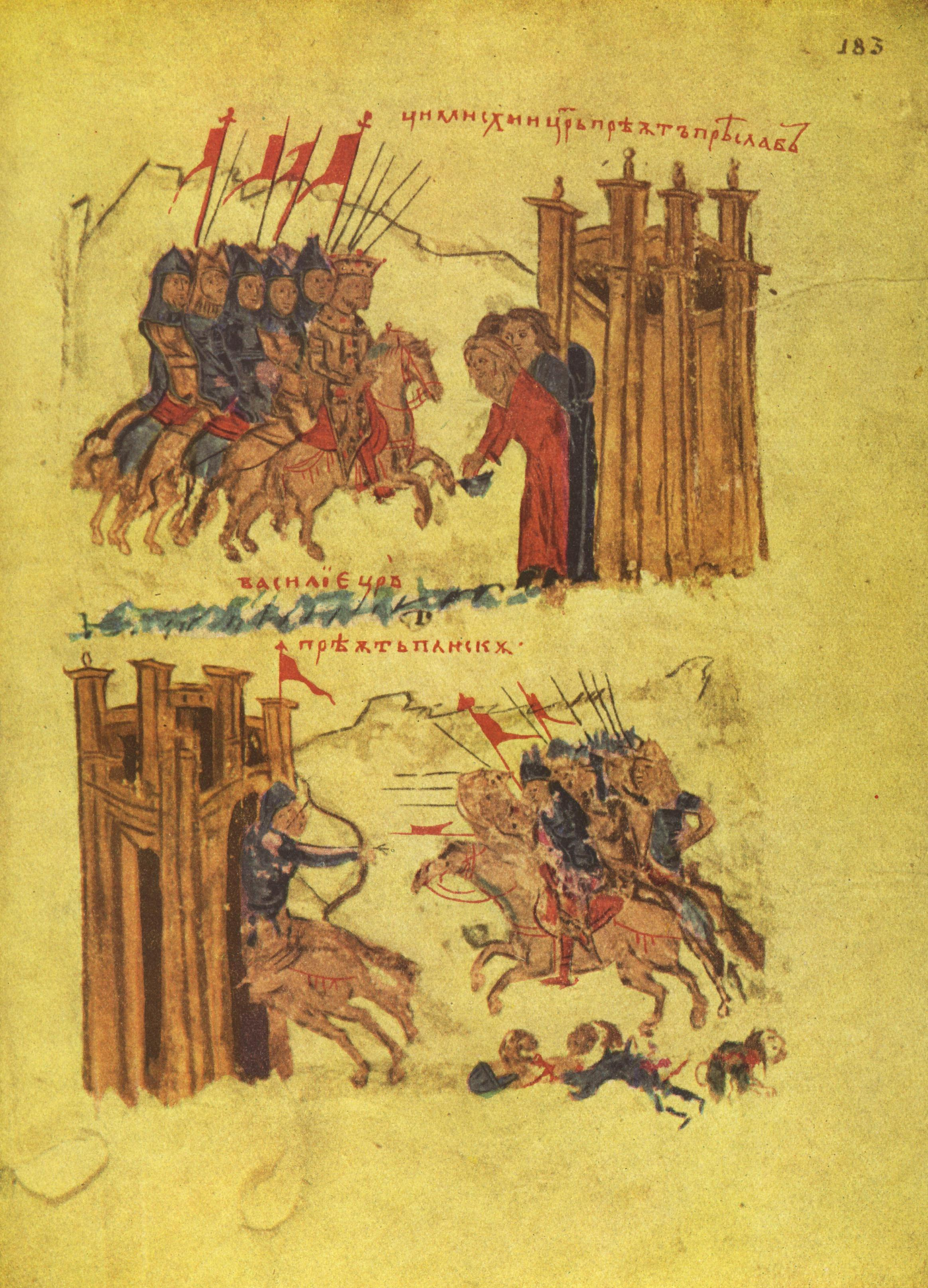
Giovanni I conquista Preslav e Basilio II Pliska.
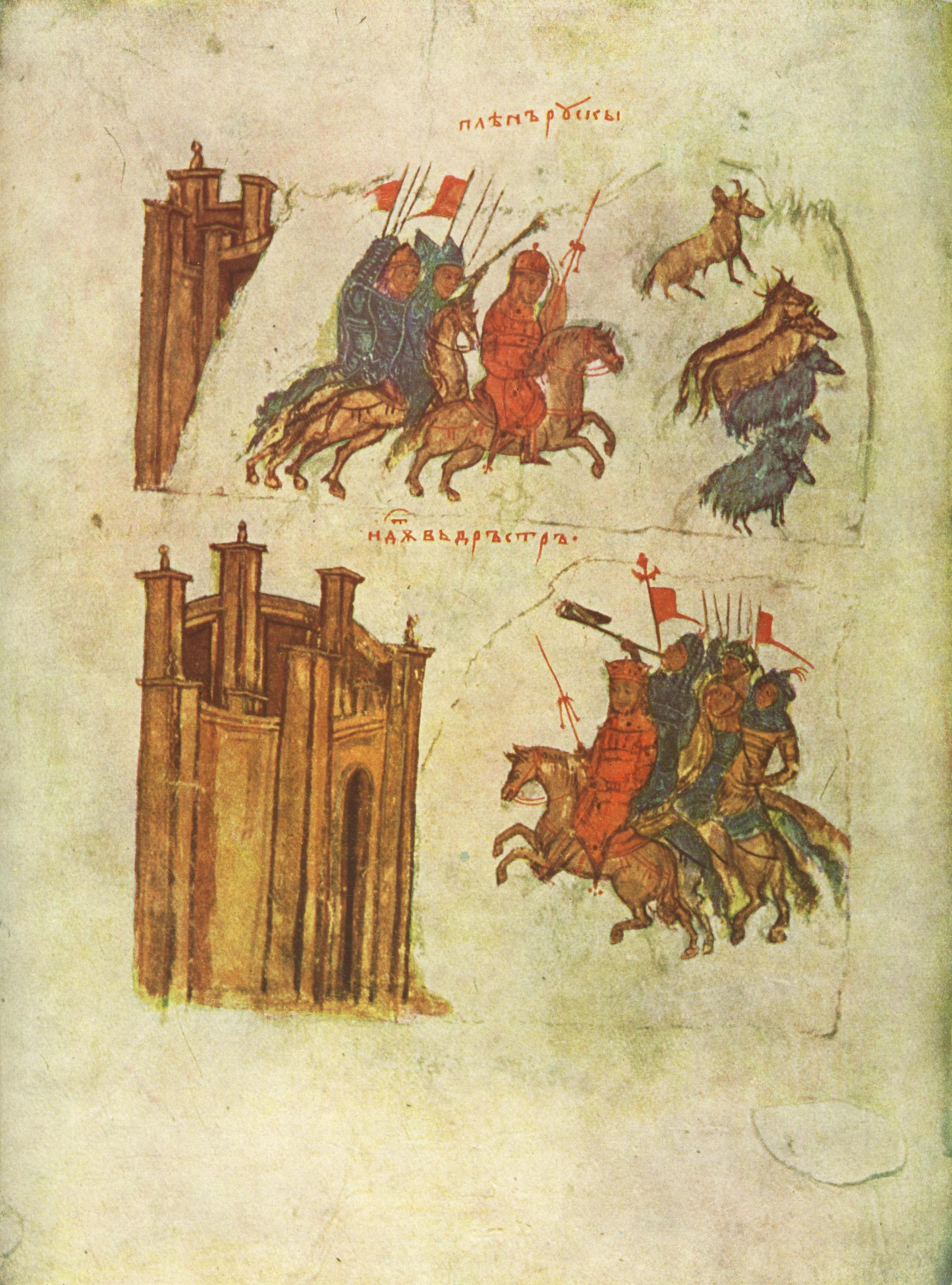
L'invasione russa e l'assedio di Dorostolo da parte dell'imperatore Giovanni I.
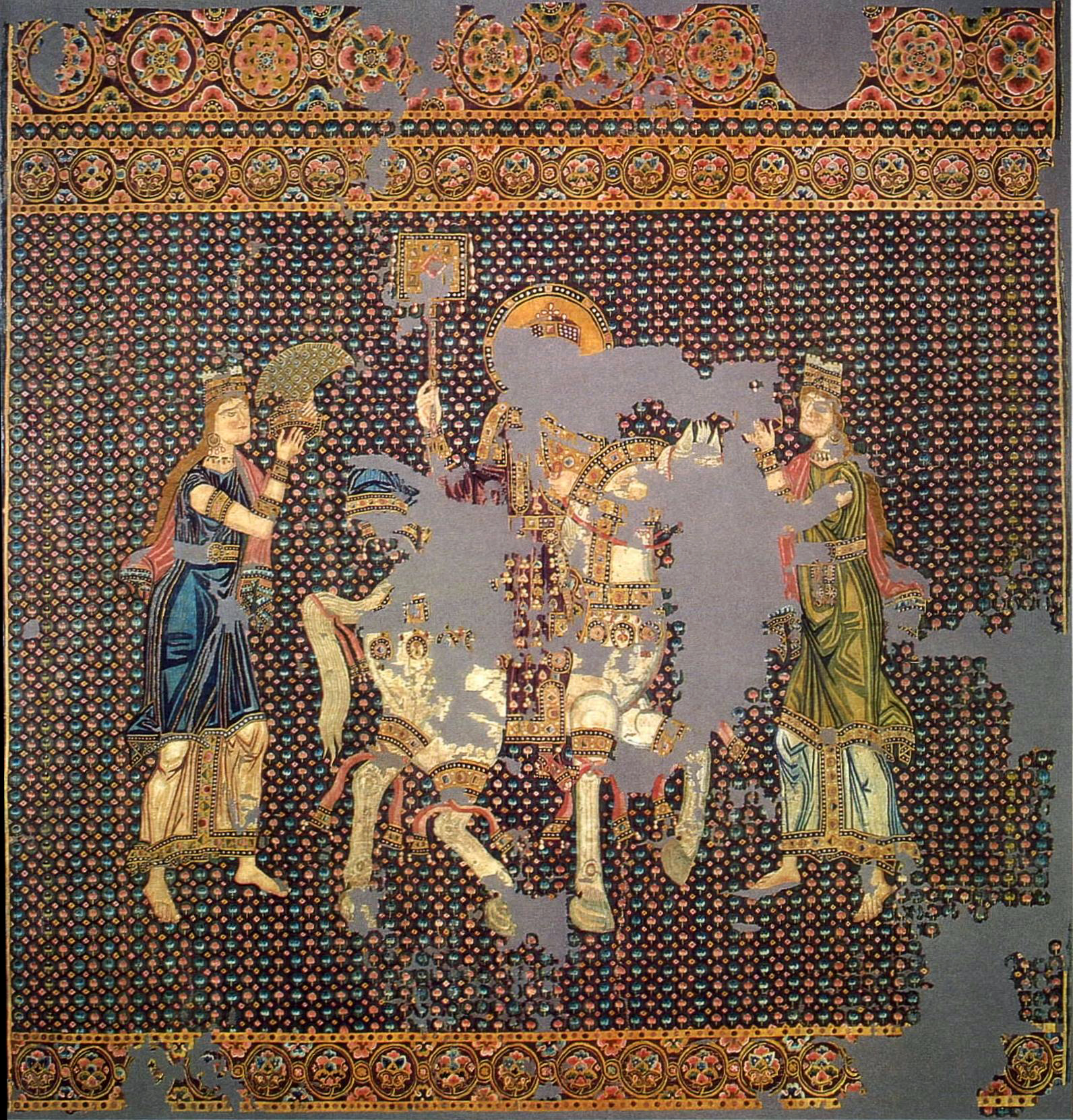
Bamberger Gunthertuch, tappeto serico rappresentante il ritorno trionfale dell'imperatore Giovanni I.